# 敷島艦行進曲

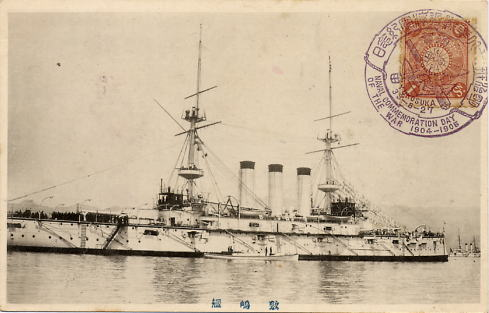
竣工直後の戦艦敷島。

敷島艦行進曲(しきしまかんこうしんきょく)は、1902年（明治35年）に発表された大日本帝国海軍の軍歌である。軍艦行進曲や愛国行進曲の作曲者として知られる瀬戸口藤吉が作曲し、阪正臣が作詞した。1900年（明治33年）の戦艦敷島の竣工を記念して製作された。

## 作詞と作曲
1901年、歌人であった阪は横須賀港で最新鋭戦艦で常備艦隊旗艦の敷島を見学して感激し、この艦をたたえる歌を作詞したという。
この敷島に乗り組んでいた軍楽士の瀬戸口は阪のつくった歌に曲をつけ、それをトリオにとりいれた行進曲も作曲した。

## 歌詞
一

隧道つきて顕はるる 

横須賀港の深みどり

潮に浮かぶ城郭は 

名も香しき敷島艦 
二 

大和の国の鎮めとぞ 

思へばそぞろ尊くて 

広間の中に入り立てば 

ただ宮殿の心地せり 
三

ああ羨まし斯くばかり 

みごと堅固の鉄の艦 

我が家となして大洋を 

自在に旅するますらをよ 
四

さは云ふものの掻き暗き 

雨の降る日は如何あらむ 

疾風吹き立ち波の山

天に蔓る夜は如何に 
五

ふりさけ見れば山もなく 

鳥も帆影も灘の上 

糧尽き水も乏しくて 

永くとわたる事あらむ
六

かかる侘しき艦の内 

憂ひ思はぬ乗組の 

人の操は鉄石か 

人の力は錦繍か 
七

まして戦争起りなば 

勇気日頃に百倍し 

放つや大砲速射砲 

向ふ敵艦皆微塵 
八

修羅の巷の荒波を 

僅かの間に占領し 

凱歌揚る旗の影 

名誉の光ぞ輝かむ
九

嗚呼美事なる甲鉄艦 

ああ堅固なる敷島艦 

見れば心も爽やかに 

乗れば気分も引き立ちぬ 
十 

艦の堅固は乗組の 

人の操と何れぞや 

艦の美事は乗組の 

人の心と何れぞや 
十一 

艦の名に負ふ敷島の 

倭心の大丈夫よ 

君等に深く謝するなり 

御国を守る其の勲